# Godenu

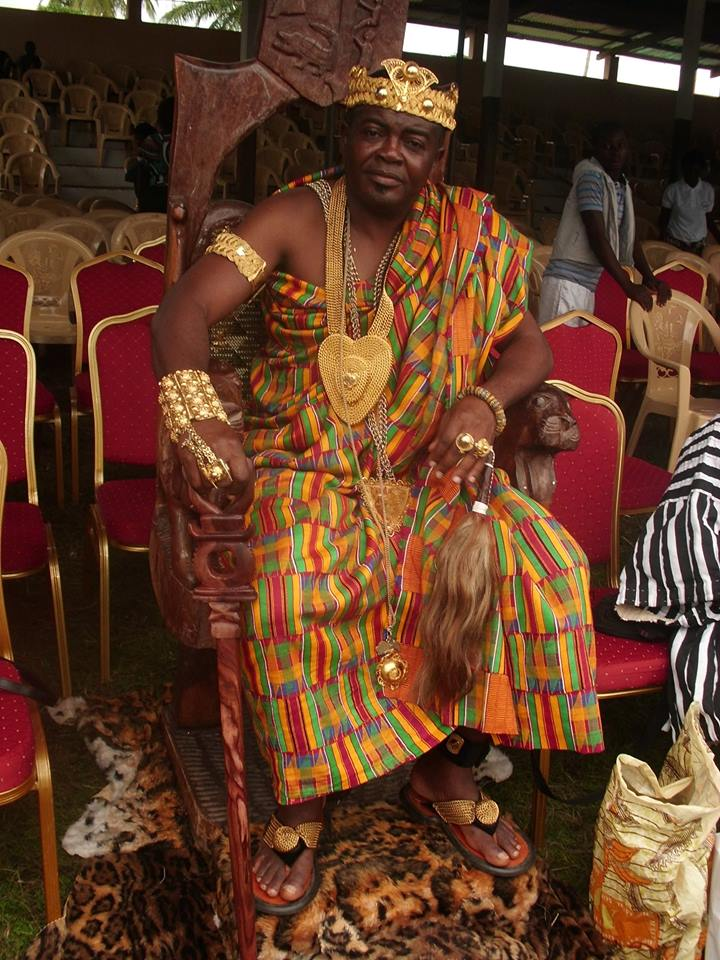
král Togbe Osei III.

Království Godenu je subnárodní monarchie tradiční oblasti Hohoe. Království je uznané v rámci ústavy Ghany zákony, jež zaručují ochranu a postavení tradičním vůdcům a jejich území. Nachází se v oblasti řeky Volta ve státě Ghana.
Současným tradičním králem Godenu je Togbe Osei III. Králi asistuje korunní rada. Přestože role krále je především ceremoniální, jeho osobnost je pro oblast významná zejména jako morální autorita a nositele tradic oblasti. Král také organizuje mnohé dobročinné sbírky a pořádá kulturní a sportovní akce.
Oblast Godenu zabírá 18 kilometrů čtverečných, kde žije přibližně 13 000 obyvatel ve čtyřech hlavních lokacích a několika menších osadách v blízkosti krajského města Hohoe.

## Historie
Jméno Godenu znamená „Být stálý s Bohem“. Současný král byl zvolen tradičním vládcem roku 2007. Králi slouží čtyři nižší vůdci a několik náčelníků. Vláda tradičních králů byla na území Ghany dlouho před i během koloniální vlády Britů, která skončila v roce 1958.
Království Godenu má přímý základ v roce 1942 v důsledku sporů, které panovaly mezi tehdejším králem Togbe Osei II. a válčícími klany, které nepřijaly jeho vládu nad celým královstvím Wegbe, které existovalo po několik století. Z velkého království se nakonec odtrhlo několik částí a malá část, která zůstala věrná Togbe Osei II., se přejmenovala na Godenu. Togbe Osei II. byl soudcem v koloniální vládě a plynule hovořil německy, anglicky, francouzsky a místním jazykem Ewe. Vládl nad Wegbe a následně Godenu po šedesát let a dosáhl vysokého věku. Togbe Osei II. byl dědečkem současného krále Togbe Osei III.

## Dynastické řády
Dynastické řády byly založeny již předešlými vůdci Godenu, avšak až za krále Togbe Osei III. se plně rozvinuly. Jsou udíleny jako výraz uznání vynikajícím osobnostem za přínos společnosti a také jako poděkování za finanční či humanitární pomoc při budování oblasti Godenu a zvyšování tak životní úrovně svých obyvatel. Vládnoucí král udílí dva řády království Godenu:
Královský řád slona Godenu – je udílen ve třech třídách. Nejčastěji se však udílí pouze v nejvyšší třídě a je vyhrazen členům královských rodin, vrcholným zástupcům států a nejvyšším církevním představitelům.

Královský řád lva Godenu – je udílen v pěti třídách. Řád je udílen ve všech třídách a je udílen osobnostem, které se významně zasloužili o podporu královského domu, rozvoj království Godenu a humanitární pomoc jeho lidu.

Významné osobnosti, které obdrželi řády království Godenu:
- Sultán Muedzul Lail Tan Kiram, sultanát Sulu
- Princ Datu Cheong Ming Lam ze Sulu
- Král Solomon Gafabusa Iguru I., království Buňoro-Kitara ve státě Uganda
- Princezna Owana Ka’ohelelani Kahekili Mahealani Rose La’anui Salazar, hlava královské rodiny Havaje
- Princ Kalokuokamaile III, korunní princ Havaje
- Princ Michael Kauhiokalani La’anui Salazar, havajská královská rodina
- Král Yuhi VI., hlava královské rodiny Rwandy
- Don Francisco de Borbón y Escasany, 5. vévoda ze Sevilly, grand španělský, 48. velmistr Řádu sv. Lazara Jeruzalémského
- Don Carlos Gereda y de Borbón, markýz z Almazánu, 49. velmistr Řádu sv. Lazara Jeruzalémského
- Don Francisco de Borbón, hrabě z Hardenbergu, 50. velmistr Řádu sv. Lazara Jeruzalémského
- Arcivévoda Andreas Salvátor Habsbursko-Lotrinský

## Pomoc Godenu
Pomoc Godenu je neziskovou organizací, která cílí na vzdělávání, zdravotnictví, mírumilovné náboženské soužití v království Godenu a z jejichž finančních prostředků král organizuje humanitární projekty pro svůj lid. Donátorům této charitativní organizace král udílí záslužnou medaili – Pomoc Godenu.